# Рафаела Фольє
Рафаела Фольє (Raphaela Folie; 7 березня 1991) — італійська волейболістка, центральна блокуюча. Учасниця літніх Олімпійських ігор 2021 року в Токіо. Переможниця Кубка світу і Ліги чемпіонів ЄКВ.

## Із біографії
У складі національної збірної виступала на літніх Олімпійських іграх 2021 року в Токіо, півфіналістка чемпіонату світу (2014), континентальних першостях (2013, 2017, 2019, 2021), розіграшах Ліги націй (2019), Всесвітнього гран-прі (2012, 2013, 2014, 2015, 2017) і Середземноморських іграх (2013).

## Клуби
| Роки      | Команди                           |
| --------- | --------------------------------- |
| 2008–2010 | «Трентіно» (Тренто)               |
| 2010–2012 | «Асистел» (Новара)                |
| 2012–2013 | «Асистел Карнагі» (Вілла-Кортезе) |
| 2013–2014 | «Фоппапедретті» (Бергамо)         |
| 2014–2016 | «Лю Джо Нордмекканіка» (Модена)   |
| 2016–2022 | «Імоко» (Конельяно)               |
| 2022–2024 | «Веро Воллей» (Монца)             |
| 2024–     | «Х'юстон»                         |

## Досягнення
Ліга чемпіонів ЄКВ
- Перше місце (1): 2021
- Друге місце (4): 2017, 2019, 2022, 2024

Клубний чемпіонат світу
- Перше місце (1): 2019
- Друге місце (1): 2021

Чемпіонат Італії
- Перше місце (4): 2018, 2019, 2021, 2022
- Друге місце (1): 2023

Кубок Італії
- Перше місце (4): 2017, 2020, 2021, 2021
- Друге місце (7): 2013, 2014, 2015, 2018, 2019, 2023, 2024

Суперкубок Італії
- Перше місце (5): 2016, 2018, 2019, 2020, 2021

Кубок Першої волейбольної ліги
- Перше місце (1): 2025

## Статистика
Статистика на літніх Олімпійських іграх:
| Рік  | Турнір           | Ігри | Сети | Очки | Ср.  | Місце | Примітки |
| ---- | ---------------- | ---- | ---- | ---- | ---- | ----- | -------- |
| 2021 | Олімпійські ігри | 2    | 3    | 10   | 3,33 | 6     |          |